# Davy Jones (automobilista)
Davy Jones (Chicago, 1 de junho de 1966) é um automobilista norte-americano.

## Carreira

### Início
Seu melhor desempenho nas categorias de base foi em 1983, quando foi terceiro colocado na Fórmula 3 britânica, ficando atrás apenas de Ayrton Senna e Martin Brundle. No ano seguinte, Bernie Ecclestone, então chefe de equipe da Brabham, deu oportunidade ao jovem piloto de testar um de seus carros. No entanto, Jones não foi contratado para competir na temporada de 1984.

## CART
A trajetória de Jones na antiga CART (Champ Car a partir de 2004) começou em 1987, correndo as 500 Milhas de Indianápolis, pela equipe Foyt, onde abandonou. Ainda disputaria o GP de Michigan pelo mesmo time, marcando três pontos no total.
Voltaria em 1989, pela Euromotorsport, novamente participando da Indy 500, terminando a prova em sétimo lugar. Pela mesma equipe, em 1993, chegaria em décimo-oitavo lugar em Indianápolis. De volta à equipe Foyt, Jones disputou as provas de Surfer's Paradise, Phoenix e Long Beach. Nas 500 Milhas de Indianápolis, "bumpeou" seu companheiro na equipe King, o canadense Scott Goodyear. Mas o time sacou Jones do carro #40, colocando Goodyear em seu lugar.
Em 1995, faria sua quinta 500 Milhas, desta vez pela equipe Dick Simon, tendo abandonado a corrida por causa de uma batida na curva 2.
Jones disputaria as últimas cinco etapas da temporada de 1996 da CART pela equipe Galles, no lugar de Eddie Lawson, que estava se despedindo das pistas. Seu melhor resultado foi um décimo-segundo lugar em Michigan.

## IRL
Jones disputou apenas três provas pela IRL (atual IndyCar Series), tendo largado em apenas uma, novamente as 500 Milhas de Indianápolis. Chegou em segundo lugar, atrás apenas de Buddy Lazier, vencedor da prova. Tentou correr a etapa da Disney na temporada 1996-97, mas desistiu.
A última participação de Jones na IRL foi novamente na Indy 500, mas ele fracassou em sua tentativa de obter uma vaga no grid.

## Corridas de resistência
Davy Jones também participou das 24 Horas de Le Mans, estando presente em cinco provas. Venceu a classe LMP1 em 1996, tendo como companheiros de time o austríaco Alexander Wurz e o alemão Manuel Reuter.
| Ano  | Equipe                                | Co-pilotos                   | Carro              | Classe | Voltas | Posição no geral | Posição na classe |
| ---- | ------------------------------------- | ---------------------------- | ------------------ | ------ | ------ | ---------------- | ----------------- |
| 1988 | Silk Cut Jaguar Tom Walkinshaw Racing | Danny Sullivan Price Cobb    | Jaguar XJR-9LM     | C1     | 331    | 1º               | 14º               |
| 1989 | Silk Cut Jaguar Tom Walkinshaw Racing | Derek Daly Jeff Kline        | Jaguar XJR-9LM     | C1     | 85     | DNF              | DNF               |
| 1990 | Silk Cut Jaguar Tom Walkinshaw Racing | Michel Ferté Eliseo Salazar  | Jaguar XJR-12      | C1     | 282    | DNF              | DNF               |
| 1991 | Silk Cut Jaguar Tom Walkinshaw Racing | Raul Boesel Michel Ferté     | Jaguar XJR-12      | C2     | 360    | 2º               | 2º                |
| 1996 | Joest Racing                          | Alexander Wurz Manuel Reuter | TWR Porsche WSC-95 | LMP1   | 354    | 1º               | 1º                |

## Desempenho nas 500 Milhas de Indianápolis
| Edição da corrida | Chassi      | Motor                 | Largada                        | Resultado                      | Equipe            |
| ----------------- | ----------- | --------------------- | ------------------------------ | ------------------------------ | ----------------- |
| 1987              | March 86C   | Ford Cosworth DFX     | 28º                            | 28º                            | Foyt              |
| 1989              | Lola T88/00 | Ford/Cosworth DFX     | 31º                            | 7º                             | Euromotorsport    |
| 1993              | Lola T92/00 | Chevrolet/Ilmor 265A  | 28º                            | 15º                            | Euromotorsport    |
| 1994              | Lola T94/00 | Ford XB               | Substituído por Scott Goodyear | Substituído por Scott Goodyear | King Racing       |
| 1995              | Lola T95/00 | Ford XB               | 32º                            | 23º                            | Dick Simon Racing |
| 1996              | Lola T95/00 | Mercedes/Ilmor IC108B | 2º                             | 2º                             | Galles            |
| 2000              | G-Force     | Oldsmobile            | Não-classificado               | Não-classificado               | Coulson           |